# Nicholas Nerich
Nicholas Thomas „Nick” Nerich (ur. 13 listopada 1893 w Nowym Jorku, zm. 7 lutego 1957 w Queens) – amerykański pływak, uczestnik Letnich Igrzysk 1912 w Sztokholmie.
Startował na igrzyskach olimpijskich w konkurencjach pływackich: 100 i 400 metrów stylem dowolnym, lecz na obu dystansach nie zakwalifikował się do finału. Pływał w klubie New York Athletic Club.